# Tribonyx mortierii
La gallinella di Tasmania, gallinella della Tasmania o gallinella d'acqua della Tasmania (Tribonyx mortierii  sin.:Gallinula mortierii Du Bus de Gisignies, 1840) è un uccello della famiglia dei Rallidi endemico della Tasmania.

## Descrizione
È un rallide di media taglia, lungo circa 45 cm. Il becco è di colore giallo pallido, gli occhi di colore rosso brillante. Il piumaggio è di colore bruno verdastro nelle parti superiori, grigio-ardesia con striature biancastre sui fianchi. La coda è nera.

## Biologia
È incapace di volare, il che lo rende particolarmente vulnerabile ai predatori.
Si nutre principalmente di semi e foglie.
Vive in piccoli gruppi di 3 - 5 esemplari, tra cui in genere vi è una sola femmina, che si accoppia con più di un maschio (poliandria). I maschi e le femmine sessualmente immaturi aiutano nell'allevamento della prole.
Nidifica tra luglio e dicembre; il nido, una semplice coppa di ramoscelli intrecciati posta sul terreno, viene sempre realizzato in prossimità di una fonte di acqua dolce. La femmina vi depone da 5 a 10 uova.

## Distribuzione e habitat
Nonostante resti fossili ne documentino la presenza nell'Australia continentale, l'areale della specie è attualmente ristretto alla Tasmania, dove è comunque abbastanza comune. Nel 1969 è stato introdotto su Maria Island, una piccola isola rocciosa sita lungo la costa orientale della Tasmania.